# Svarttjärnen (Alfta socken, Hälsingland, 676882-150666)
Svarttjärnen är en sjö i Ovanåkers kommun i Hälsingland och ingår i Testeboåns huvudavrinningsområde.